# Kremli

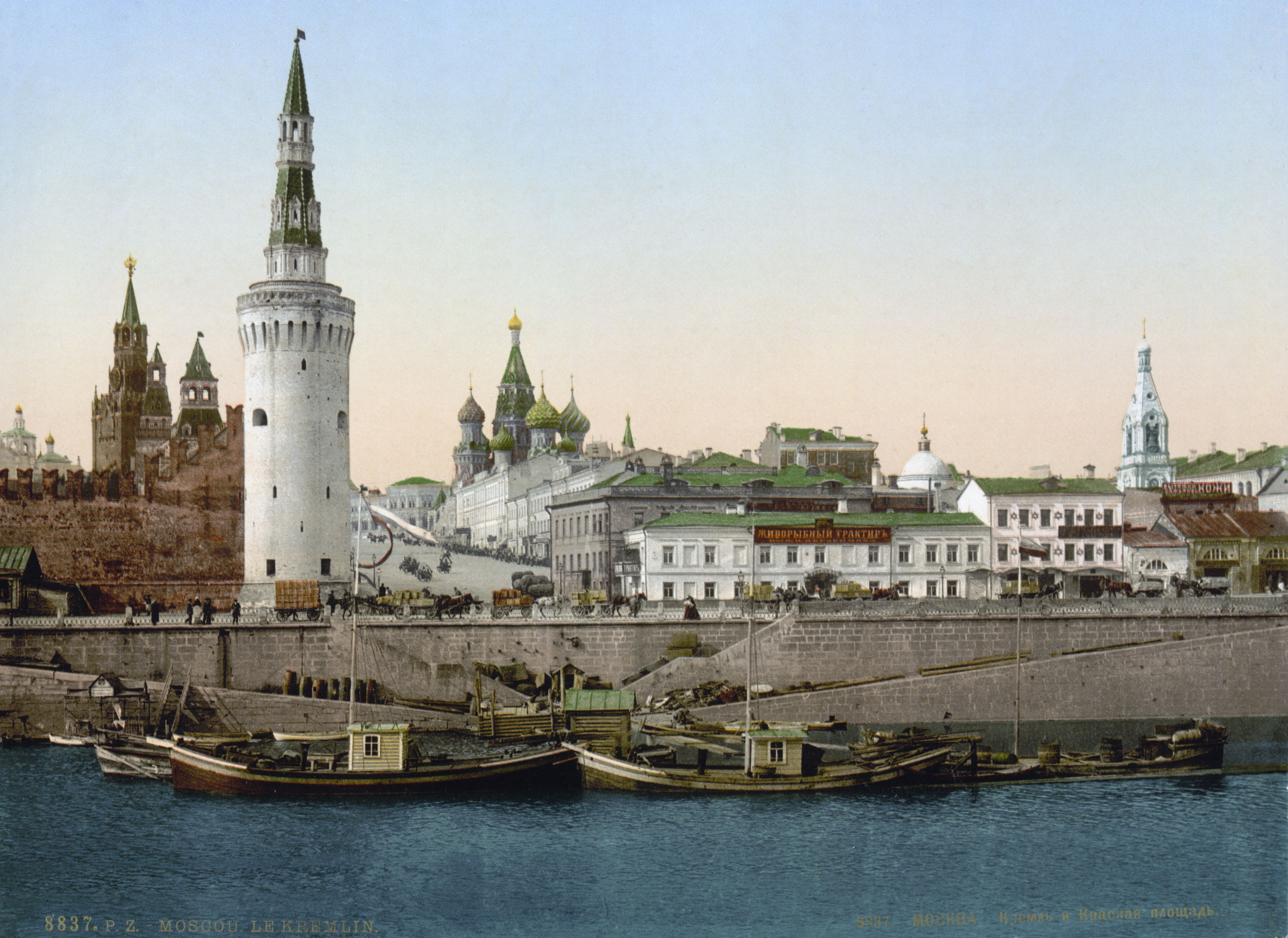
Điện Kremli ở Moskva vào thế kỷ 19.

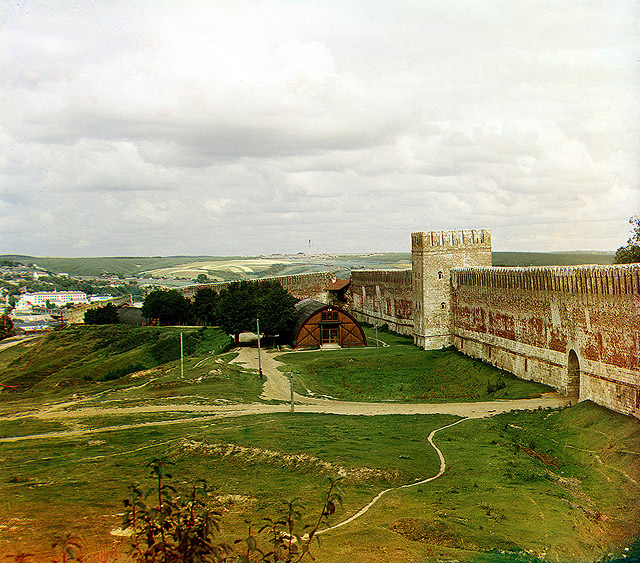
Tường thành của Kremli tại Smolensk năm 1912.

Bài này nói về các pháo thành cổ ở Nga. Các nghĩa khác, xem Kremli (định hướng).
Kremli (tiếng Nga: кремль, chuyển tự: kreml) là một từ trong tiếng Nga để chỉ "pháo đài", "thành lũy" hay "lâu đài" và dùng để chỉ bất kỳ một tổ hợp trung tâm pháo đài hóa lớn nào tại Nga thời kỳ phong kiến. Từ này thông thường hay được dùng để chỉ tới điện Kremli tại Moskva - là kremli được nhiều người biết đến nhất hoặc dùng để chỉ chính quyền đóng tại đây. Tên gọi "Kremli" đôi khi cũng bị nhầm lẫn là nhà thờ thánh Basil do hình dáng đặc biệt của nó, mặc dù nó không phải là một phần của điện Kremli tại Moskva.

## Danh sách các kremli
- Di sản thế giới
  - Điện Kremli, Moskva
  - Kremli, Novgorod, Novgorod
  - Kremli, Kazan, Kazan
- Còn tồn tại
  - Kremli, Nizhny Novgorod, Nizhny Novgorod
  - Kremli, Smolensk, Smolensk
  - Kremli, Kolomna, Koloma
  - Kremli, Astrakhan, Astrakhan
  - Kremli, Zaraysk, Zaraysk
  - Kremli, Tobolsk, Tobolsk
  - Kremli, Tula, Tula
  - Kremli, Suzdal, Suzdal
  - Kremli, Rostov, Rostov
  - Kremli, Pskov, Pskov
- Đổ nát
  - Kremli, Gdov, Gdov
  - Kremli, Izborsk, Izborsk
  - Kremli, Porkhov, Porkhov
  - Kremli, Serpukhov, Serpukhov
  - Kremli, Velikie Luki, Velikie Luki
- Không còn tường thành
  - Kremli, Dmitrov, Dmitrov
  - Kremli, Ryazan, Ryazan
  - Kremli, Vologda, Vologda
  - Kremli, Yaroslavl, Yaroslavl
- Chỉ còn dấu vết
  - Kremli, Borovsk, Borovsk
  - Kremli, Opochka, Opochka
  - Kremli, Starodub, Starodub
- Không rõ trạng thái
  - Kremli, Ostrov, Ostrov
  - Kremli, Torzhok, Torzhok
  - Kremli, Volokolamsk, Volokolamsk